# Вашенцева, Ирина Юрьевна
Ирина Юрьевна Вашенцева (род. 30 сентября 1980) — российская легкоатлетка, специалистка по бегу на средние дистанции и стипльчезу. Выступала на профессиональном уровне в 1998—2006 годах, обладательница бронзовой медали Всемирной Универсиады в Тэгу, двукратная победительница Кубка Европы в помещении, многократная призёрка первенств всероссийского значения, участница чемпионата Европы в помещении в Мадриде. Представляла Московскую и Орловскую области. Мастер спорта России международного класса.

## Биография
Ирина Вашенцева родилась 30 сентября 1980 года. Занималась лёгкой атлетикой под руководством тренеров Е. И. Подкопаевой и С. Д. Епишина.
Впервые заявила о себе в сезоне 1998 года, когда выиграла серебряную медаль в беге на 2000 метров с препятствиями на юниорских соревнованиях в Краснодаре.
В 1999 году в беге на 3000 метров с препятствиями стала девятой на чемпионате России в Туле.
В 2000 году в дисциплине 1500 метров взяла бронзу на Рождественском кубке в Москве, в стипльчезе получила серебро на Кубке России в Туле.
В 2001 году выиграла бег на 800 метров на соревнованиях в помещении в Москве.
В 2002 году в беге на 1500 метров одержала победу на студенческом всероссийском первенстве в Москве и на Кубке России в Туле, бежала 800 и 1500 метров на чемпионате России в Чебоксарах.
В 2003 году в 800-метровой дисциплине была лучшей на международном турнире «Русская зима» и на чемпионате России среди военнослужащих в Москве, стала пятой на Кубке Европы в помещении в Лейпциге, взяла бронзу на международном турнире в Остраве и на чемпионате Москвы, заняла восьмое место на чемпионате России в Туле. Будучи студенткой, представляла страну на Всемирной Универсиаде в Тэгу — в финале бега на 800 метров показала результат 2:00.77 и завоевала бронзовую награду.
В 2004 году на Кубке Европы в помещении в Лейпциге вместе с соотечественницами одержала победу в шведской эстафете 800 + 600 + 400 + 200 метров. Помимо этого, выиграла соревнования спортивного клуба «Луч» в Екатеринбурге, чемпионат России среди военнослужащих в Москве, была второй на «Русской зиме» и четвёртой на зимнем чемпионате России в Москве.
В 2005 году в беге на 800 метров завоевала серебряные награды на «Русской зиме» в Москве и на зимнем чемпионате России в Волгограде. Благодаря череде удачных выступлений удостоилась права защищать честь страны на чемпионате Европы в помещении в Мадриде, где с результатом 2:01.84 стала в финале четвёртой. Летом помимо прочего взяла бронзу на Мемориале Куца в Москве, превзошла всех соперниц на Кубке России в Сочи.
В 2006 году выиграла Рождественский кубок в Москве, была третьей на «Русской зиме» и на московском первенстве, показала четвёртый результат на зимнем чемпионате России в Москве, победила в шведской эстафете 800 + 600 + 400 + 200 метров на Кубке Европы в помещении в Льевене. Также была лучшей на всероссийских соревнованиях в Сочи, заняла восьмое место на чемпионате России в Туле. По окончании сезона завершила спортивную карьеру.
За выдающиеся спортивные достижения удостоена почётного звания «Мастер спорта России международного класса».
Впоследствии работала учителем физической культуры и тренером по лёгкой атлетике в Средней общеобразовательной школе № 5 города Электросталь.